# 코모 투 노 아이 도스
《코모 투 노 아이 도스》(스페인어: Como tú no hay 2)은 2020년 방영된 멕시코의 텔레노벨라이다.